# Andri Baldursson
Andri Fannar Baldursson (født 10. januar 2002) er en islandsk professionel fodboldspiller, der spiller for den italienske klub Bologna. Han spillede i sæsonen 2021-22 i den danske superligaklub F.C. København på en lejeaftale.
Baldursson er den yngste islænding, der har spillet i en af de fem store europæiske ligaer.

## Klubkarriere
Baldursson begyndte sin karriere i den lokale islandske klub Breiðablik i Kópavogur før han skiftede på en låneaftale til Bologna i januar 2019. Han imponerede og blev købt af Bologna i august 2019. Han fik sin debut i Serie A den 22 februar 2020, hvor han i det 59. minut blev indskiftet for Andreas Skov Olsen i en 1-1 mod Udinese. Han er den femte islænding, der har spillet i Serie A.
Den 23. august 2021 blev det offentliggjort, at F.C. København havde indgået en lejeaftale for sæsonen 2021-22 med købsoption. Han fik debut for FCK den 29. august 2021 i en udebanesejr over Vejle BK, hvor han blev skiftet ind i det 70. minut for Carlos Zeca. Efter lejeaftalens udløb vendte han tilbage til Bologna.

## Landsholdskarriere
Baldursson har spillet på de islandske ungdomslandshold. Han fik debut for det islandske A-landshold den 8. september 2020 i en Nations League-kamp mod Belgien, hvor han blev skiftet ind efter 54 minutter i et 1-5 nederlag.